# Милоевич, Деян
Деян Милоевич (серб. Дејан Милојевић; 15 апреля 1977, Белград, СФРЮ — 17 января 2024, Солт-Лейк-Сити, США) — югославский (впоследствии сербский) баскетболист и баскетбольный тренер. Как игрок — чемпион Европы 2001 года со сборной Югославии, чемпион Европы среди юношей (до 22 лет), трёхкратный MVP и двукратный лучший снайпер Адриатической лиги, чемпион и обладатель Кубка Югославии с клубом «Будучност», двукратный чемпион Сербии и Черногории с клубом «Партизан» (MVP лиги в сезоне 2003/2004, MVP финала лиги в сезоне 2004/2005). Как тренер — обладатель Кубка Радивоя Корача с клубом «Мега», чемпион и обладатель Кубка Черногории с клубом «Будучност», чемпион НБА 2022 года в должности помощника главного тренера «Голден Стэйт Уорриорз». Наставник многочисленных югославских игроков, впоследствии выступавших в НБА.

## Игровая карьера
Родился в Белграде в 1977 году. В детстве увлекался боксом и карате, прежде чем в 13 лет начать участие в баскетбольных соревнованиях в составе юношеской команды клуба «Ташмайдан» (с 1994 года — «Беовук 72»). В 14-летнем возрасте в составе команды юношей «Ташмайдана» в возрасте до 16 лет набрал 141 очко в игре против «Белграда». Сам баскетболист вспоминал, что после того, как за первый тайм он набрал 58 очков, тренер Миша Лакич сказал: «Давай посмотрим, сколько ты сможешь набрать всего», и во втором тайме все передачи команды шли только на него. Итогом стал новый рекорд юношеских соревнований, не побитый до самой смерти Милоевича.
Уже в юниорские годы, после того как «Ташмайдан», победив «Партизан», завоевал звание чемпионов страны, Милоевич получил прозвище «сербский Чарльз Баркли». Сам спортсмен утверждал, что причиной было то, что и он, и Баркли при относительно небольшом росте играли на позиции тяжёлого форварда, однако есть также объяснение, что прозвище было дано за жёсткость игры и упорную низовую борьбу за мяч, в которой Милоевич за счёт умной игры брал верх над более атлетичными соперниками.
В сезоне 1994/1995 дебютировал в составе взрослой команды «Беовука» в чемпионате Югославии и выступал за этот клуб до 1998 года. В 1998 году со сборной Югославии выиграл чемпионат Европы среди юношей (до 22 лет). В 1998—2000 годах играл за «Железник». В первый год выступлений за «Железник», в составе которого были собраны такие же молодые перспективные игроки, дошёл с командой до финала Кубка Югославии. Там, однако, клуб Милоевича в перерыве между НАТОвскими бомбардировками уступил «Партизану».
В 2000 году перешёл в «Будучност» (согласно тогдашнему спортивному директору ФМП Ратко Радовановичу, подгорицкий клуб заплатил за этот трансфер 600 тысяч евро). За этот клуб выступал до 2004 года. В первый же сезон с новой командой завоевал титул чемпиона Югославии и Кубок страны, а в летнее межсезонье сыграл в составе основной сборной Югославии на чемпионате Европы и завоевал с нею золото. В сезоне 2003/2004 в составе «Будучности» был признан самым ценным игроком чемпионата Сербии и Черногории и самым ценным игроком Адриатической лиги. В этом же сезоне, в игре 3 января 2004 года против «Ловчена», Милоевич установил рекорд Адриатической лиги по баллам (59), с тех пор остающийся непревзойдённым. В этом матче он принёс команде 35 очков (15 попаданий с 19 бросков), сделал 18 подборов, 4 результативных передачи и 2 перехвата.
В 2004 году перешёл из «Будучности» в «Партизан», с которым подписал двухлетний контракт. С белградским клубом, как до этого с «Будучностью», продолжал выступать в Адриатической лиге и Евролиге. В рамках последней в декабре 2004 года провёл рекордную игру против «Олимпиакоса». В этом матче Милоевич принёс «Партизану» 35 очков (13 попаданий с 16 бросков с игры и 9 из 11 штрафных), 14 подборов и 3 перехвата, ни разу не потеряв мяч. Это выступление было оценено в 55 баллов эффективности. На тот момент это был второй показатель за историю Евролиги, уступавший только 63 очкам, набранным в январе того же года Танокой Бирдом. По итогам сезона 2004/2005 в Евролиге Милоевич был включён в символическую 2-ю европейскую сборную. В этом и следующем году он дважды выиграл с «Партизаном» чемпионат Сербии и Черногории, в сезоне 2004/2005 был признан самым ценным игроком финала национального первенства, а в Адриатической лиге дважды подряд становился лучшим снайпером и ещё дважды завоевал звание самого полезного игрока лиги. В свой последний сезон в «Партизане» Милоевич в среднем за игру приносил команде 22,3 очка (57,6 % попаданий с игры), 8,4 подбора и 3 результативных передачи.
В промежутке между сезонами 2004/2005 и 2005/2006 получил предложение контракта с минимальной зарплатой от одного из клубов НБА, но предпочёл остаться в Европе. В 2005 году во второй раз за карьеру принял со сборной Сербии и Черногории участие в чемпионате Европы, но остался без медалей. По завершении контракта с «Партизаном» провёл два сезона в Испании, где играл за «Валенсию», и один сезон в турецком «Галатасарае». Летом 2009 года вернулся в «Партизан», заключив годичный контракт. Однако к этому времени проблемы со здоровьем (в первую очередь с коленями) уже не позволяли Милоевичу играть, и 1 сентября того же года он объявил об окончании карьеры. Позже сам спортсмен шутил, что этим поступком в очередной раз помог команде, поскольку на его место «Партизан» подписал Лоуренса Робертса и в первый же сезон с новым форвардом пробился в Финал четырёх Евролиги.

## Тренерская карьера
В 2012 году был назначен главным тренером сербского клуба «Мега». Эта команда, долгое время без особых успехов выступавшая во внутренних соревнованиях, рассматривалась как питомник молодых игроков для НБА, но за 18 лет, предшествовавших приходу Милоевича, добилась выбора в драфте только один раз, причём её воспитанник после этого так и не сыграл в НБА.
Ситуация изменилась с появлением Милоевича на посту главного тренера. Он проработал с «Мегой» 8 сезонов, и 11 из игроков, которых он тренировал, были выбраны в драфтах НБА. Наиболее известным воспитанником Милоевича стал Никола Йокич, выступавший под его руководством три сезона и в последний из них завоевавший титул MVP в Адриатической лиге. В начале карьеры в «Меге» перспективы Йокича казались сомнительными из-за лишнего веса и недостаточной скорости, но Милоевич распознал и развил сильные стороны его игры, включая бросок без прыжка и способность отдавать неортодоксальные передачи, а также разработал с ним индивидуальный приём броска левой рукой с разворота. Милоевич успел также поработать с центровым Бобаном Марьяновичем, которому привил новый стиль приёма мяча под кольцом и который стал MVP чемпионата Сербии. Ещё двое выпускников «Меги», Ивица Зубац и Гога Битадзе, стали игроками стартовых пятёрок в своих командах НБА.
Под руководством Милоевича «Мега» также добилась значительных командных успехов. Клуб завоевал Кубок Радивоя Корача, ещё дважды доходил в этом соревновании до финала, а также (в 2016 году) становился финалистом Адриатической лиги. Во второй половине десятилетия его несколько раз приглашали тренировать команды в летних лагерях НБА — в 2016 году с «Атлантой», в 2017 с «Сан-Антонио» и в 2018 с «Хьюстоном». В декабре 2019 года он был назначен помощником главного тренера сборной Сербии Игора Кокошкова, а в январе 2021 года занял пост главного тренера «Будучности», которую в конце сезона привёл к титулам чемпионов и обладателей Кубка Черногории и снова вышел в финал Адриатической лиги.
Контракт с «Будучностью» был подписан на три года, но содержал пункт, позволявший Милоевичу досрочно его разорвать в случае получения предложения из НБА. Это произошло уже летом 2021 года, когда в рамках обновления состава клуба «Голден Стэйт Уорриорз» его главный тренер Стив Керр пригласил серба стать его помощником. Команда рассчитывала, что Милоевич, прославившийся своей работой с центровыми, поможет в формировании выбранного в драфте под общим 2-м номером Джеймса Уайзмена. В итоге, однако, наибольшего успеха он добился не с Уайзменом, страдавшим от частых травм и по манере игры не вписывавшимся в состав, а с Кевоном Луни. Этот игрок достиг заметного прогресса в первый же год работы Милоевича в «Уорриорз» и за сезон 2021/2022 делал 21,6 % всех подборов в матчах команды. Этот показатель входил в 50 лучших за историю НБА. Луни также отличился в плей-офф, в особенности в финальной серии, когда неудачно играл Дрэймонд Грин, и стал с «Уорриорз» чемпионом НБА. Успех игрока Стив Керр после этого сезона связывал со вкладом Милоевича, который стал вторым за историю НБА тренером-сербом, завоевавшим чемпионское звание.
Милоевич провёл с «Уорриорз» ещё полтора сезона. В январе 2024 года, когда клуб приехал на игру в Солт-Лейк-Сити, у тренера на командном ужине случился инфаркт миокарда. Он был доставлен в больницу, но скончася следующим утром, 17 января. Тренер, которому было 46 лет, оставил после себя жену Наташу, сына Николу — студента американского вуза — и дочь Машу. Похоронен 12 февраля в Белграде.

## Титулы

### Командные
Игрок
- Чемпион Европы среди юношей (1998)
- Чемпион Европы (2001)
- Чемпион Югославии (2000/2001), чемпион Сербии и Черногории (2004/2005, 2005/2006)
- Обладатель Кубка Югославии (2001)

Тренер
- Обладатель Кубка Радивоя Корача (2016)
- Чемпион Черногории (2020/2021)
- Обладатель Кубка Черногории (2021)

### Индивидуальные
- Самый ценный игрок Адриатической лиги (2003/2004, 2004/2005, 2005/2006)[16]
- Лучший снайпер Адриатической лиги (2004/2005, 2005/2006)
- Самый ценный игрок чемпионата Сербии и Черногории (2003/2004)
- Самый ценный игрок Финала четырёх чемпионата Сербии и Черногории (2004/2005)
- Орден Звезды Карагеоргия I степени (2024 год, посмертно)[17]

## Игровая статистика

### Национальная сборная
| ЧЕ 2001                                                                                 | 3 | 9,7  | 6/8  | 75,0 | 5/6  | 83,3 | 1/2 | 50,0 | 1/7 | 14,3 | 1,3 | 2,0 | 3,3 | 0,7 | 1,7 | 1,0 | 0,7 | 1,7 | 14 | 4,7 |
| ЧЕ 2005                                                                                 | 3 | 13,0 | 7/12 | 58,3 | 7/10 | 70,0 | 0/2 | 0,0  | 2/5 | 40,0 | 0,7 | 2,0 | 2,7 | 1,0 | 2,7 | 1,0 | 0,0 | 3,0 | 16 | 5,3 |
| Наведите курсор мыши на аббревиатуры в заголовке таблицы, чтобы прочесть их расшифровку |   |      |      |      |      |      |     |      |     |      |     |     |     |     |     |     |     |     |    |     |

## Статистика
| Сезон | Команда              | Лига                 | GP  | GS | MPG  | FG%  | 3P%  | FT%  | RPG  | APG | SPG | BPG | PFL | TOV | PPG  |
| --- | -------------------- | -------------------- | --- | -- | ---- | ---- | ---- | ---- | ---- | --- | --- | --- | --- | --- | ---- |
| 2000/01 | Будучност            | Евролига             | 11  | 2  | 13,5 | 62,2 | 0,0  | 33,3 | 3,2  | 0,2 | 0,6 | 0,0 | 3,3 | 1,0 | 4,6  |
| 2001/02 | Будучност            | Евролига             | 3   | 2  | 17,3 | 83,3 | -    | -    | 4,0  | 0,0 | 2,0 | 0,0 | 3,3 | 2,7 | 3,3  |
| 2002/03 | Будучност            | Евролига             | 14  | 14 | 31,7 | 59,2 | 0,0  | 69,5 | 6,5  | 2,4 | 1,8 | 0,2 | 3,4 | 2,9 | 11,6 |
| 2003/04 | Будучност            | Кубок Европы         | 9   | 9  | 34,2 | 60,7 | 31,6 | 41,7 | 8,2  | 3,0 | 1,1 | 0,1 | 3,3 | 2,8 | 14,9 |
| 2004/05 | Партизан             | Евролига             | 6   | 6  | 35,5 | 63,4 | 0,0  | 70,0 | 11,5 | 3,3 | 3,5 | 0,3 | 3,7 | 4,7 | 20,8 |
| 2005/06 | Партизан             | Евролига             | 12  | 12 | 34,6 | 41,9 | 29,4 | 73,0 | 10,1 | 2,3 | 1,9 | 0,1 | 3,1 | 3,4 | 16,4 |
| 2006/07 | Валенсия             | Чемпионат Испании    | 22  | 17 | 26,3 | 50,8 | 28,9 | 71,7 | 5,7  | 2,5 | 1,3 | 0,3 | 3,1 | 2,7 | 12,7 |
| 2007/08 | Все клубы            | Все лиги             | 48  | 35 | 23,1 | 51,9 | 36,0 | 58,6 | 5,1  | 2,5 | 1,0 | 0,5 | 2,8 | 2,0 | 9,7  |
| 2007/08 | Валенсия             | Чемпионат Испании    | 35  | 23 | 22,4 | 48,9 | 32,7 | 61,0 | 5,0  | 2,3 | 0,9 | 0,4 | 2,9 | 2,2 | 8,8  |
| 2007/08 | Валенсия             | Кубок Европы         | 13  | 12 | 25,1 | 58,3 | 45,0 | 52,5 | 5,5  | 2,8 | 1,1 | 0,7 | 2,8 | 1,5 | 12,0 |
| Всего | Всего                | Всего                | 125 | 97 | 26,2 | 53,4 | 28,7 | 64,5 | 6,2  | 2,3 | 1,3 | 0,3 | 3,1 | 2,5 | 11,4 |
| В Евролиге | В Евролиге           | В Евролиге           | 46  | 36 | 27,7 | 54,3 | 12,8 | 69,0 | 7,1  | 1,8 | 1,8 | 0,1 | 3,3 | 2,8 | 11,9 |
| В Кубке Европы | В Кубке Европы       | В Кубке Европы       | 22  | 21 | 28,9 | 59,4 | 38,5 | 46,6 | 6,6  | 2,9 | 1,1 | 0,5 | 3,0 | 2,0 | 13,2 |
| В чемпионате Испании | В чемпионате Испании | В чемпионате Испании | 57  | 40 | 23,9 | 49,8 | 31,2 | 66,7 | 5,3  | 2,4 | 1,1 | 0,4 | 2,9 | 2,4 | 10,3 |
| Наведите курсор мыши на аббревиатуры в заголовке таблицы, чтобы прочесть их расшифровку Статистика приведена с сайта basketball.realgm.com |                      |                      |     |    |      |      |      |      |      |     |     |     |     |     |      |